# Sao Rico

De vlag van Sao Rico

Sao Rico of São Rico is een fictief land of stad uit het Kuifje-verhaal De geheimzinnige ster. Het is de plaats van waaruit het poolschip Peary vertrekt en zijn opdrachtgever de Bohlwinkel Bank gevestigd is. 
In de oorspronkelijke editie van De geheimzinnige ster, die onder de Duitse bezetting verscheen, vertrekt de Peary vanuit New York. Na de Tweede Wereldoorlog veranderde Hergé dit in een fictieve plaats om de anti-Amerikaanse en anti-joodse sfeer uit het verhaal te bannen.  
De vlag van Sao Rico is rood met in het midden een zwart kruis. Nergens in het verhaal wordt ook maar één aanwijzing gegeven waar dit land zich bevindt.

## De naam
Sao Rico klinkt Portugees en doet denken aan de Braziliaans stad São Paulo. De naam kan worden vertaald als "Heilige Rijke". Zonder twijfel een knipoog naar de rijke Bohlwinkel, die enkel uit is op geldgewin en daarvoor bereid is de expeditie waar Kuifje aan deelneemt met alle middelen te saboteren. 